# Siti preistorici Jōmon nel Giappone settentrionale
Siti preistorici Jōmon nel Giappone settentrionale (北海道・北東北の縄文遺跡群?) è un gruppo di siti patrimonio dell'umanità dell'UNESCO  costituito da 17 siti archeologici del periodo Jōmon in Hokkaidō e nord Tōhoku, in Giappone. Il periodo Jōmon ebbe termine più di 10.000 anni addietro e rappresenta "stili di vita pre-agricoli sedentari e una complessa cultura spirituale dei popoli preistorici".
È stato inserito, per la prima volta nella lista provvisoria del patrimonio mondiale nel 2009. Nel 2021, l'ICOMOS raccomandato l'iscrizione di diciassette siti, secondo i criteri iii e v. È stato poi ufficialmente iscritto nella lista del patrimonio dell'umanità il 27 luglio 2021.

## Siti
Tutti i siti componenti sono stati designati per la protezione ai sensi della Legge per la Protezione dei Beni Culturali, come Siti Storici o Siti Storici Speciali (colonna "ACA " di seguito.).
| UNESCO ID | Sito                                                                     | Municipalità | Prefettura | Commenti                                                                                        | Immagine                      | Coordinate                   | ACA |
| --------- | ------------------------------------------------------------------------ | ------------ | ---------- | ----------------------------------------------------------------------------------------------- | ----------------------------- | ---------------------------- | --- |
| 1632-001  | Sito Ōdai Yamamoto 大平山元遺跡? Ōdai Yamamoto iseki                     | Sotogahama   | Aomori     | La terracotta scavata è stata datata al 16500 BP                                                |                               | 41°04′02.24″N 140°33′17.9″E  |     |
| 1632-002  | Sito Kakinoshima 垣ノ島遺跡? Kakinoshima iseki                           | Hakodate     | Hokkaidō   | cf. nelle vicinanze Hakodate Jōmon Culture Center e Hollow Dogū (Tesoro nazionale del Giappone) |                               | 41°55′43.9″N 140°56′51″E     |     |
| 1632-003  | Sito Kitakogane 北黄金貝塚? Kitakogane kaizuka                           | Date         | Hokkaidō   |                                                                                                 |                               | 42°24′07.32″N 140°54′38.33″E |     |
| 1632-004  | Sito Tagoyano 田小屋野貝塚? Tagoyano kaizuka                             | Tsugaru      | Aomori     |                                                                                                 |                               | 40°53′17.43″N 140°20′21.24″E |     |
| 1632-005  | Sito funerario Kamegaoka 亀ヶ岡石器時代遺跡? Kamegaoka sekki-jidai iseki | Tsugaru      | Aomori     |                                                                                                 |                               | 40°53′05.62″N 140°20′22.45″E |     |
| 1632-006  | Sito Futatsumori 二ツ森貝塚? Futatsumori kaizuka                         | Shichinohe   | Aomori     |                                                                                                 |                               | 40°44′54.45″N 141°13′47.43″E |     |
| 1632-007  | *Sito Sannai Maruyama 三内丸山遺跡? Sannai-Maruyama iseki                | Aomori       | Aomori     | Sito storico speciale con manufatti di scavo ICP associati                                      |                               | 40°48′39.71″N 140°41′54.57″E |     |
| 1632-008  | Sito Ōfune 大船遺跡? Ōfune iseki                                         | Hakodate     | Hokkaidō   |                                                                                                 |                               | 41°57′28.62″N 140°55′27.5″E  |     |
| 1632-009  | Sito Goshono 御所野遺跡? Goshono iseki                                   | Ichinohe     | Iwate      |                                                                                                 |                               | 40°11′53.34″N 141°18′23.25″E |     |
| 1632-010  | Sito Irie 入江貝塚? Irie kaizuka                                         | Tōyako       | Hokkaidō   |                                                                                                 |                               | 42°32′49.56″N 140°46′12.72″E |     |
| 1632-011  | Sito funerario Takasago 高砂貝塚? Takasago kaizuka                       | Tōyako       | Hokkaidō   |                                                                                                 |                               | 42°32′49.56″N 140°46′12.72″E |     |
| 1632-012  | Cerchio di pietre Komakino 小牧野遺跡? Komakino iseki                    | Aomori       | Aomori     |                                                                                                 |                               | 40°44′18.82″N 140°43′43.06″E |     |
| 1632-013  | Cerchio di pietre Isedōtai 伊勢堂岱遺跡? Isedōtai iseki                  | Kita-Akita   | Akita      |                                                                                                 |                               | 40°12′05.04″N 140°20′53.91″E |     |
| 1632-014  | *Cerchio di pietre Ōyu 大湯環状列石? Ōyu kanjōresseki                    | Kazuno       | Akita      | Sito storico speciale                                                                           |                               | 40°16′16.81″N 140°48′15.55″E |     |
| 1632-015  | Cerchio funerario Kiusu Earthwork キウス周堤墓群? Kiusu shūteibo-gun     | Chitose      | Hokkaidō   |                                                                                                 |                               | 42°53′08.82″N 141°42′59.06″E |     |
| 1632-016  | Cerchio di pietre Ōmori Katsuyama 大森勝山遺跡? Ōmori Katsuyama iseki    | Hirosaki     | Aomori     |                                                                                                 |                               | 40°41′56″N 140°21′30″E       |     |
| 1632-017  | Sito Korekawa 是川石器時代遺跡? Korekawa sekki-jidai iseki               | Hachinohe    | Aomori     | Manufatti scavati dall'ICP a Korekawa Jōmon Kan                                                 | \|40°28′25.4″N 141°29′27.72″E |                              |     |